# Tasuku Honjo
Tasuku Honjo (本庶 佑?, Honjo Tasuku; Kyoto, 27 gennaio 1942) è un medico giapponese.
Docente dal 2005 di Immunologia presso l’Università di Kyoto, con solide esperienze di ricerca negli Stati Uniti presso la Carnegie Institution of Washington e i National Institutes of Health, nel 1992 ha individuato la proteina PD-1, recettore che inibisce il riconoscimento delle cellule tumorali a opera delle cellule T, impedendo l’attivazione della risposta immunitaria. L’inibizione di PD-1, testata in studi animali, si è rivelata efficace dal 2012 nella terapia di tumori in stadio metastatico, quali linfoma, melanoma, tumore del polmone e tumore del rene.
Nel 2018 gli viene assegnato il Premio Nobel per la fisiologia o medicina insieme allo statunitense James Patrick Allison "per la loro scoperta della terapia del cancro mediante l'inibizione della regolazione immunitaria negativa".

## Biografia
Honjo è nato a Kyoto il 27 gennaio 1942. Nel 1966 si è laureato presso la Facoltà di medicina dell’Università di Kyoto, dove nel 1975 ha ricevuto il dottorato in Chimica medica sotto la supervisione di Yasutomi Nishizuka e Osamu Hayaishi.
Honjo è stato collaboratore al Dipartimento di Embriologia della Carnegie Institution of Washington dal 1971 al 1973. In seguito, si trasferì al U.S. National Institute of Health nel Maryland, dove studiò le basi genetiche per la risposta immunitaria presso il National Institute of Child Health and Human Development come collaboratore dal 1973 al 1977. In questo periodo, Honjo fu anche assistente professore alla Facoltà di Medicina dell’Università di Tokyo tra il 1974 e il 1979; professore al Dipartimento di Genetica dell'Osaka University School of Medicine tra il 1979 e il 1984 e professore del Dipartimento di Chimica Medica della Facoltà di Medicina dell’Università di Kyoto tra 1984 e il 2005. Dal 2005, Honjo è professore del Dipartimento di Immunologia e Medicina genomica della Facoltà di Medicina dell’Università di Kyoto. È stato presidente della Università di Shizuoka dal 2012 al 2017.
È un membro della Società Giapponese per l’Immunologia, di cui è stato Presidente dal 1999 al 2000. Honjo è anche membro onorario dell’Associazione Americana degli Immunologi. Nel 2017 è diventato vicedirettore generale e distinto professore dell’Università di Kyoto.

### Pandemia di covid-19
Durante la pandemia COVID-19, una falsa affermazione secondo cui Honjo credeva che il nuovo coronavirus fosse stato "prodotto" da un laboratorio nella città cinese di Wuhan è stata ampiamente diffusa su Internet in molte lingue. Il team della BBC Reality Check ha riferito che, "In una dichiarazione pubblicata sul sito web dell'Università di Kyoto, si è detto 'molto rattristato' dal fatto che il suo nome fosse stato usato per diffondere 'false accuse e disinformazione'. 

## Ricerca
Honjo ha descritto la ricombinazione nello scambio di classe delle immunoglobuline. Egli ha presentato un modello del rimescolamento del gene dell’anticorpo durante questo processo e, tra il 1980 e il 1982, ha verificato la validità della sua tesi mettendo in luce la struttura del DNA dello stesso. È riuscito nel clonaggio del cDNA delle citochine Interleuchina 4 e Interleuchina 5 coinvolte nello scambio di classe e la catena di recettori Interleuchina 2 nel 1986. Ha in seguito scoperto l'AID nel 2000, dimostrando la sua importanza nello scambio di classe e nella ipermutazione somatica.
Nel 1992 Honjo ha per primo identificato la PD-1 come un gene inducibile nei linfociti-T attivi, contribuendo significativamente all’affermazione del principio di blocco della malattia e dell’immunoterapia contro il cancro.

## Riconoscimenti e premi
Honjo è stato eletto membro esterno dell'Accademia nazionale delle scienze, membro della Accademia Cesarea Leopoldina (2003) e del Japan Academy (2005).
Egli ha ricevuto diversi premi e riconoscimenti durante la sua vita. Nel 2016 ha vinto il Kyoto Prize in Basic Sciences per la “Scoperta del Meccanismo Responsabile del Funzionamento di Diversificazione degli Anticorpi, delle Molecole Immunoregolatrici e delle Applicazioni Chimiche della PD-1". Nel 2018 gli è stato assegnato il Premio Nobel per la fisiologia o medicina con James Allison, con il quale ha anche vinto il Tang Prize in Biopharmaceutical Science.
Gli altri principali premi e onori riconosciuti sono:
- 1981 – Noguchi Hideyo-Memorial Award for Medicine[5]
- 1981 – Asahi Prize[14]
- 1984 – Kihara Prize, Genetics Society of Japan[15]
- 1984 – Osaka Science Prize[15]
- 1985 – Erwin von Baelz Prize[15]
- 1988 – Takeda Medical Prize[5]
- 1992 – Behring-Kitasato Award[15]
- 1993 – Uehara Prize[5]
- 1996 – Imperial Prize of the Japan Academy[16]
- 2000 – Person of Cultural Merit[17]
- 2001 – Foreign Associate of U.S. National Academy of Sciences[15]
- 2012 – Robert Koch Prize[5]
- 2013 – Ordine della Cultura[5]
- 2014 – William B. Coley Award[5]
- 2015 – Richard V. Smalley, MD Memorial Award[5]
- 2016 – Keio Medical Science Prize[11]
- 2016 – Premio per la scienza dell'Università Fudan[18]
- 2016 – Thomson Reuters Citation Laureates[19]
- 2016 - Premio Kyoto per le scienze di base[20]
- 2017 – Warren Alpert Foundation Prize[21]
- 2018 – Premio Nobel per la fisiologia o medicina[22]